# Југословенски комунистички револуционарни савез Пелагић

Југословенски комунистички револуционарни савез Пелагић је била тајна организација коју су 1919. године на Фрушкој гори основали комунисти-повратници из руске револуције. Организација је настала из Југословенске комунистичке групе при Руској комунистичкој партији. Припадници ове организације себе су називали Пелагићевци.
Организација је деловала крајње конспиративно: о њеном чланству и раду је сачувано премало докумената. Највише података обелоданио је један од оснивача Никола Груловић, у постхумно објављеним мемоарима.
Названа је по Васи Пелагићу, чувеном српском револуционару из 19. века.

## Хронологија

### Формирање групе у Москви
Руска револуција је имала снажног одјека широм Европе. На фронтовима и у позадини владали су немири, избијале побуне војника, отказивана је послушност официрима; радници су организовали антиратне штрајкове. Убеђен да предстоји светска револуција, Лењин је организовано интернационалне комунистичке групе, које ће пренети револуцију у своје државе. Он је у пролеће 1918. сазвао конгрес заробљеника у Москви, на ком је између осталих основана и Југословенска комунистичка група при Руској комунистичкој партији, углавном од бивших аустроугарских заробљеника, наклоњених револуцији.
У припреми конгреса највише су били ангажовани од стране Мађара Бела Кун, а од стране Југословена др Вукашин Марковић. Вукашин Марковић је говорио о потреби стварања организације револуционара који ће, када се врате у своју земљу, бити способни да изврше револуционарне задатке по узору на бољшевике. Руководство Југославенске комунистичке групе су сачињавали: др Вукашин Марковић, Владимир Ћопић, Драгутин Година, Иван Ференчак, Иван Матузовић, Фрањо Дробни, Лазар Вукичевић, Лазар Манојловић, Никола Груловић, Никола Ковачевић, Јосип Сорић, Драгутин Видњевић и Милан Бркић. На сједници ЈКГ од 3. српња 1918, Вукашин Марковић је изабран за председника. 15. коловоза, након одласка Марковића на фронт, Владимир Ћопић је преузео руковођење групом, у својству заменика.
Крајем 1918. унутар Југославенске групе је формиран иницијативни Комитет за организовање комунистичке партије у Југославији. У Комитет су ушли: Лазар Вукичевић, Лазар Манојловић, Фрањо Дробни, Сава Лазић, Спасоје Стејић, З. Петолд и Никола Груловић. Очак наводи још: Владимир Ћопић, Никола Ковачевић, Анте Цилига и Лазар Вукичевић. Југословенски комунисти су још у Москви одлучили створити конспиративне партијске организације у Краљевини СХС, по узору руских бољшевичких за време царизма. Договорено је упоредо стварање илегалних партијских ћелија и легалних партијских организација, ширење комунистичке пропаганде у војсци, револуционарно преузимање власти и успостављање диктатуре пролетаријата.
Лењин је крајем 1918. очекивао да се буржоазија новонасталих држава неће одржати на власти; за њега је њихово рађање било само „кратка, пролазна појава", пошто „радничка револуција свуда куца на врата".

### Договор о помоћи у Будимпешти
У циљу извршења револуционарне задаће упућени су у првој половици фебруара 1919. у Краљевину ШС Груловић, Вукичевић, Манојловић и Петолд.. На свом путу револуционари су се задржали у Пешти гдје су одржали састанак са вођом југословенских добровољаца Иваном Матузовићем и вођом мађарске револуције Белом Куном. На састанку су се сагласили да ће се као суседи помагати у класној и револуционарној борби, и да Југословени преко канала мађарске партије могу слати курире у Москву.. У исто време је у Будимпешти боравио и Филип Филиповић,. који је из Београда дошао на договоре с Куном.
У складу с договором између Беле Куна и Филипа Филиповића, одлучено је да се организују легалне организације најпре у Војводини, као најближој Мађарској, али упоредо с тиме илегалне организације по читавој земљи.

### Оснивачки конгрес у Војводини
По повратку у земљу, 27. фебруара 1919. одржана је седница Комитета у Новом Саду, на којој је донета одлука да се сазове илегални конгрес на Фрушкој гори.
9. марта 1919. на брду Стражилову на Фрушкој гори одржана је оснивачка скупштина Југословенског комунистичког револуционарног савеза Пелагићеваца. Скупштини су присуствовали не само повратници из руске револуције, него и социјалдемократи из земље.
У сачуваном извештају се каже да је на конгресу учествовало 48 делегата. Груловић у мемоарима наводи имена 32 делегата, међу којима: Лазар Вукичевић, Никола Груловић, Фрањо Дробни, Љубо Мојин, Милан Говорчин, Јован Шипош, Спасоје Стејић, Андрија Михајловић, Александар Тајков, Никола Витас, Сава Лазић, Жарко Табаковић, Љубица Заклановић, Адела Павошевић, Младен Дунђеров, Миливоје Мијатов, Живанко Степанчевић, Петар Михалчић, Аћим Груловић, Милош Златар, Никодим Рафаиловић, Никола Ковачевић, Петар Јеремић, Лазар Бугарски, и остали. По националном саставу, конгрес пелагићеваца је носио опште југословенско обележје.
Конгрес је отворио Никола Груловић излагањем о међународној ситуацији. Председавали су Никола Груловић и Миливоје Мијатов, а секретари су били: Лазар Вукичевић и Јован Шипош. На конгресу су усвојени статут и програм организације. У почасно председништво изабрани су Лењин, Бела Кун и други.

## Програм
Непосредно након оснивања, одштампана је програмска декларација »Шта хоће пелагићевци?« која се јавно читала на радничким зборовима.
»Да се униште одељене државе. На њихово место да се успостави једна Југословенска социјалистичка совјетска република«.
Иако је на састанку Југословенске комунистичке групе у Москви усвојен став о федеративном уређењу Југославије, Конгрес се заложио за "једну Југословенску социјалистичку совјетску републику". До ове промене је дошло по сугестији Филипа Филиповића и водећих чланова Српске социјалдемократске партије.
Пелагићевци су тражили решавање аграрног питања национализацијом земље, уз организовање земљорадничких комуна под централном управом.

## Деловање

### Стварање илегалних ћелија
Међу комунистима повратницима, парола светске револуције је била веома актуелна. Учесници руске револуције су се враћали у Краљевину ШС као прекаљени борци, са партијским задатком да припремају револуцију на Балкану. Они су након повратка у домовину оснивали претежно илегалне партијске ћелије.
У фебруару 1919. стигли су у Нови Сад чланови руководства КП ШС Лазар Вукичевић и Никола Груловић. У Војводини су одмах почели да оснивају илегалне групе. То се види из њихова извештаја који су 15. марта 1919. послали будимпештанској групи РКП (б), у ком кажу да су »по многим местима организовали Комунистичке кружоке«.
»Драги друже! Учини ово: створи у месту нелегалну организацију, и то оваку: нађи у месту још 4 друга и образујте одбор комунистичке нелегалне организације и распоредите рад овако: ти имаш да држиш везу са окружним одбором (тј. са нама), само ти имаш да знаш гдје се ми налазимо, само ти имаш да примаш директиве од нас, и само ти имаш да нам о раду вашем извјештај дајеш. Између остала она 4 један има да буде благајник, несме ништа да ради, и има само паре да чува, она остала тројица имају опет у месту и у околним селима као и у Врднику да организирају комунистичке групе, са тим групама одржавају они везу који су је организирали, једна група за другу не сме да зна.

Ваша је дужност да нам шаљете извештај: а) Колико група и где имате, б) колико чланова и чиме се занимају. Ако има тамо оружја за купит, јавите нам. С комунистичким поздравом Окружни одбор.«— Директивно писмо Окружног одбора за оснивање илегалне организације у Срему
У Бечкереку (Зрењанин) је илегална организација врло брзо расла. На почетку марта већ бројила око 200 чланова, који су илегално сакупљали оружје ради »остварења социјалистичке републике«.

### Конгрес уједињења
Према одлуци донесеној у Москви, пелагићевци нису били за улазак у српске социјалдемократске организације »док год се у њеним редовима налазе елементи који не стоје на платформи диктатуре пролетаријата.« Чланови Комитета КП ШС су тражили да се организује илегална комунистичка партија, но леви социјалдемократи су били против тога, убеђени да ће задобити већину чланства постојећих радничких партија.
Од 20. до 23. априла 1919. године Пелагићевци су учествовали на Конгресу уједињења социјалистичких и радничких партија у Социјалистичку радничку партију Југославије (комуниста). Пелагићевци су покушавали да радикализују раднички покрет. Они су предлагали да се нова партија назове Комунистичком, али је она компромисно названа Социјалистичка радничка партија Југославије (комуниста).
Поставши чланови новостворене партије "Пелагићевци" нису распустили своје организације већ су настојали да их прошире и ојачају. На тај начин, у оквиру легалне СРПЈ (к), они су стварали илегалне организације комуниста које су наоружавали са циљем да буду борбена језгра будућих црвених одреда.

### Наоружавање
Југословенски комунисти-повратници рачунали су да је потребна само искра па да букне револуционарни пожар који ће срушити Краљевство. Одмах по оснивању илегалне организације започиње прикупљање оружја за пролетерску револуцију и рађа се идеја о политичким атентатима који би могли убрзати њено избијање. Спасоје Стејић се пресељава у кућу Лајоша Чакија, која постаје место тајних састанака и место где се крије прикупљено оружје.
5. априла 1919. почео је у Будимпешти да излази лист »Црвена застава« — као орган Југословенске комунистичке фракције. У том су листу учествовали пелагићевци Лазар Вукичевић и Иван Матузовић.
Новоизабрани секретар Филип Филиповић је непосредно након Когреса уједињења априла 1919. године отпутовао у револуционарну Мађарску код Беле Куна. Истовремено, Председник Југословенске комунистичке фракције у Совјетској Мађарској, Иван Матузовић, планирао је војну интервенцију у Југославији и слао новчану и логистичку помоћ комунистичком врху. У Загребу, организациони секретар КПЈ Сима Миљуш вршио је прикупљање илегалног оружја и муниције, а део добијених пара одлазио је на штампање револуционарних листова.
Полиција је мотрила заверенике, а почетком августа је ухапсила члана руководства ЈКФ Алфреда Дијамантштајна који је издао све што је знао. Следом његова признања, ухапшено је 65 комуниста, меду којима читаво партијско руководство - Филип Филиповић, Владимир Ћопић, Сима Марковић и остали. Догађаји по њему остали су упамћени као Афера Дијамантштајн. Након пада Мађарске Совјетске Републике августа 1919, растурили су се планови о револуцији у Краљевини СХС.
Почетком 1920. је ухапшеним комунистичким вођама суђено, што је био први антикомунистички процес у Краљевству СХС. Иако су оптужени доиста припремали преврат у Југославији, сви су након суђења ослобођени.